# 中央水文氣象預報中心
中央水文氣象預報中心，是越南自然環境與資源部所轄行政機關。成立於2003年1月9日，地址為河內市還劍郡鄧泰紳街4號。

## 熱帶氣旋

### 分級方式[來源請求]
| 強度         | 中心平均風速     |
| ------------ | ---------------- |
| 熱帶性低氣壓 | 41–62 km/h       |
| 熱帶風暴     | 63–87km/h        |
| 強烈熱帶風暴 | 88–117 km/h      |
| 颱風         | 118 km/h(含)以上 |

## 外部連結
- （越南文）官方网站